# Ирина Хрисоваланте
Ирина Хрисоваланте или Ирина Кападокијска (јез-грч Ειρηνη Χρυσοβαλαντου; средина 9. - средина 10. века) - преподобна, игуманија манастира Хрисовалантски. Спомен дан – 28. јул.

## Живот
Једини извор из кога се могу црпити подаци о животу светитељке јесте њено житије. Аутор  чији оригинал није сачуван, није познат. Текст „Житија“ познат је из седам сачуваних рукописа који датирају из 13.-17. века. Текст „Житија” објављен је, посебно, у Акта Санкторум под насловом „Вита с. Иренис хегуменае виргинис Цонстантинополи ин Цхрисоболанто, ауцторе аноним“.
Иринино „Житије“ се користи као драгоцен извор о животу у Византији средином 9. – средином 10. века и о Хрисовалантском манастиру, као и о стању монаштва у Византији уопште. Дакле, Житије говори, за разлику од других извора, о Цркви и икуману у манастиру. Такође се извештава о смештању манастира на „живописно место, удаљено од препуних места“. Према тексту, манастир је првобитно био мушки; политика прогона монаштва током иконоборства довела је до његовог пропадања и пустошења. Пре описаних догађаја, враћен је као женски. Ирина, која је довела манастир до процвата, може бити, према И. И. Соколову, „одличан пример славе коју је монаштво уживало у византијском друштву тог времена“. Према А.П.Каждану, „Житије“ је сведочанство о великом утицају кападокијских племићких породица у Византији средином 9. века.

## Биографија
На почетку „Житија“ описује догађаје који су се одиграли непосредно пре Победе Православља. Тако се извештава о смрти цара Теофила, почетку намесништва његове жене, царице свете Теодоре, о Помесном сабору у Константинопољу и осуди иконоборства као јереси. Описујући даље царичине молитве за опроштај њеног мужа и њену молбу светим оцима, учесницима сабора, да саставе списак са именима свих иконобораца, Житије даље преноси да је списак стављен на олтару цркве Аја Софија. Уследиле су молитве светих отаца за спасење душе царске, које су трајале неколико дана, после чега је списак отворен, а међу именима јеретика више није било имена Теофила.
Житије описује како је царица одлучила да уда свог сина будућег цара Михаила III. Племићке породице царства, у којима су биле лепе и побожне девојке, добијале су писма од Теодоре са позивом на смотру невеста у Цариграду. Ирина је такође отишла у престоницу заједно са својом старијом сестром Калиником (обе девојчице су припадале племићкој породици Кападокије. Потоња је тада, према хагиографу, постала жена цезара Варде, ујака цара Михаила.
Пут сестара водио је поред планине Олимп Витински. Овде је живео монах Јоаникије Велики, који је имао дар да буде видљив само достојнима. Ирина је пожелела да види Јоаникија и попела се на планину са својом пратњом. При поздраву, монах је Ирину назвао по имену, рекавши да је потребна манастиру Хрисоваланте. Девојка, која никада раније није чула за овај манастир, била је изненађена речима светитеља.
Након тога одлази у Цариград где се сусрела са племићким рођацима, укључујући и оне блиске цару. Након вести да је цар већ изабрао своју жену, многи племенити и богати људи су скренули пажњу на Ирину. Међутим, девојка је, одушевљена том вешћу, одлучила да оде у манастир и почела да обилази манастире у Цариграду.
Сећајући се сусрета са Јоаникијем, Ирина је примила монашки постриг у Хрисовалантском манастиру. Своје имање је поделила сиромашнима, болеснима и манастирима. Своје робове са даровима је пустили на слободу. Од тада је монахиња, која није обраћала пажњу ни на позиве цара, заувек је остала у манастиру.
Према „Житију“, Ирина је, узимајући за основу смирење и послушање, извршила најтежи монашке послове, скренувши пажњу игуманије и сестара. Исхрана будуће игуманије, која је имала само једну кошуљу и једну мантију, укључивала је само хлеб, воду и поврће. У круг њеног читања, поред Светог Писма, ушла су дела светих отаца и житија подвижника, са марљивошћу изучавана. Тако је, прочитавши „Житије светог Арсенија Великог”, Ирина сазнала за његову навику да устаје по заласку сунца окренута ка истоку, стоји подигнутих руку до јутра и моли се (тзв. подвиг стајања, уобичајен међу византијским). монаштво. Узевши благослов од игуманије (она је једина знала за своје будуће подвижништво), светитељка је почела да чини исто и убрзо је, по хагиографу, могла да стоји у овом положају данима и ноћима. Понекад чак и недељу дана. Ако је подвиг стајања трајао дуго, онда није могла без помоћи споља како би спустила руке. Овај процес је, према речима хагиографа, био праћен страшним умором.
Три године касније, како пише Житије, Ирина је била искушана од демона. Овај последњи, подсећајући је на њену племенитост, искушавао је богатством и светским задовољствима и уливао страх у ноћном стајању. Ирина се обратила са молитвом за заступништво Спаситељу, Пресветој Богородици и арханђелима Михаилу и Гаврилу, након чега су демони отишли.
Временом је Ирина постала позната својим рођацима, па чак и женама и кћерима припадника синклита, услед чега су многе девојке племенитог порекла почеле да живе по заповестима Божијим.
Након смрти игуманије, која је за наследницу изабрала Ирину. На основу бојазни да јој смерност светитељке неће дозволити да прихвати положај, монахиње манастира су тражиле од патријарха Цариградског Методија (843-847 г.) да је постави за игуманију обитељи. Као велика подвижница она је привукла у свој манастир многобројне пострижнице. 
Упокојила се 921. године. Данас постоје два њена манастира у предграђима града Атине у Атици.